# جمال الدين صبري
جمال الدين صبري مواليد 21 يونيو 1915، هو لاعب كرة سلة مصري. مثّل منتخب بلاده. شارك في دورة الألعاب الأولمبية الصيفية سنة 1936.

## روابط خارجية
- جمال الدين صبري على موقع سبورتس رفرنس (الإنجليزية)
- جمال الدين صبري على موقع أوليمبيديا (الإنجليزية)